# Julij Konius
Julij Eduardowicz Konius, ros. Юлий Эдуардович Конюс (ur. 18 stycznia?/30 stycznia 1869 albo 20 stycznia?/1 lutego 1869 w Moskwie, zm. 3 grudnia 1942 roku we wsi Mielenki w obwodzie włodzimierskim w ZSRR) – rosyjski skrzypek, pedagog, kompozytor, poeta, emigrant.
Ukończył klasę skrzypiec profesora Jana Hřímalego konserwatorium muzycznego w Moskwie. Następnie wyjechał do Paryża. Koncertował w różnych miastach Francji. Otrzymał nagrodę Narodowej Akademii Muzycznej. Od 1891 roku odbywał koncerty w USA z nowojorską orkiestrą symfoniczną. W latach 1895–1901, po powrocie do Rosji, nauczał w klasie skrzypiec moskiewskiego konserwatorium muzycznego. Następnie był nauczycielem w miejscowej szkole muzyczno-dramatycznej. Jednocześnie pełnił funkcję koncertmistrza w orkiestrze Teatru Bolszoj. Stworzył swoją orkiestrę, z którą występował na koncertach. W 1919 roku ponownie wyjechał do Paryża. Nauczał w klasie skrzypiec miejscowego rosyjskiego konserwatorium muzycznego. Pracował też jako redaktor w wydawnictwie muzycznym Siergieja Kusewickiego. W 1937 roku przybył do majątku ziemskiego książąt Chrieptowicz-Butieniewów we wsi Szczorsy na Nowogródczyźnie. Zajmował się pisaniem pieśni gregoriańskich. Po zajęciu wschodniej części Polski przez Armię Czerwoną jesienią 1939 roku, przyjechał do Moskwy. Nauczał w muzycznym instytucie pedagogicznym. Był autorem licznych koncertów skrzypcowych i fortepianowych, a także katolickiej poezji.